# Liste des planètes mineures (319001-320000)
Voici la liste des planètes mineures numérotées de 319001 à 320000. Les planètes mineures sont numérotées lorsque leur orbite est confirmée, ce qui peut parfois se produire longtemps après leur découverte. Elles sont classées ici par leur numéro et donc approximativement par leur date de découverte.

## Planètes mineures 319001 à 320000

### 319001-319100
| Nom                     | Désignation provisoire | Date de la découverte | Découvreur        |
| ----------------------- | ---------------------- | --------------------- | ----------------- |
| (319001)                | 2005 UG431             | 24 octobre 2005       | Spacewatch        |
| (319002)                | 2005 UR434             | 29 octobre 2005       | Mt. Lemmon Survey |
| (319003)                | 2005 UE448             | 30 octobre 2005       | LINEAR            |
| (319004)                | 2005 UB476             | 23 octobre 2005       | NEAT              |
| (319005)                | 2005 UY477             | 27 octobre 2005       | Spacewatch        |
| (319006)                | 2005 UT478             | 27 octobre 2005       | Mt. Lemmon Survey |
| (319007)                | 2005 UN479             | 30 octobre 2005       | CSS               |
| (319008)                | 2005 UR482             | 22 octobre 2005       | CSS               |
| (319009) Kudirka        | 2005 UP488             | 10 octobre 2005       | Moletai           |
| (319010)                | 2005 UX488             | 23 octobre 2005       | CSS               |
| (319011)                | 2005 UE492             | 24 octobre 2005       | NEAT              |
| (319012)                | 2005 UM497             | 27 octobre 2005       | LINEAR            |
| (319013)                | 2005 UR497             | 27 octobre 2005       | LINEAR            |
| (319014)                | 2005 UF500             | 27 octobre 2005       | NEAT              |
| (319015)                | 2005 UE502             | 23 octobre 2005       | CSS               |
| (319016)                | 2005 UK509             | 29 octobre 2005       | CSS               |
| (319017)                | 2005 UU511             | 28 octobre 2005       | Mt. Lemmon Survey |
| (319018)                | 2005 UC512             | 28 octobre 2005       | Mt. Lemmon Survey |
| (319019)                | 2005 UT521             | 26 octobre 2005       | Becker, A. C.     |
| (319020)                | 2005 UN530             | 27 octobre 2005       | Spacewatch        |
| (319021)                | 2005 VA1               | 3 novembre 2005       | LINEAR            |
| (319022)                | 2005 VA5               | 5 novembre 2005       | Spacewatch        |
| (319023)                | 2005 VF5               | 8 novembre 2005       | Sarneczky, K.     |
| (319024)                | 2005 VZ5               | 11 novembre 2005      | LINEAR            |
| (319025)                | 2005 VS14              | 3 novembre 2005       | Mt. Lemmon Survey |
| (319026)                | 2005 VM18              | 1er novembre 2005     | Spacewatch        |
| (319027)                | 2005 VQ18              | 1er novembre 2005     | Spacewatch        |
| (319028)                | 2005 VL19              | 1er novembre 2005     | Spacewatch        |
| (319029)                | 2005 VL25              | 2 novembre 2005       | LINEAR            |
| (319030)                | 2005 VF26              | 11 octobre 2005       | Spacewatch        |
| (319031)                | 2005 VV39              | 4 novembre 2005       | CSS               |
| (319032)                | 2005 VQ40              | 4 novembre 2005       | Mt. Lemmon Survey |
| (319033)                | 2005 VD44              | 3 novembre 2005       | Mt. Lemmon Survey |
| (319034)                | 2005 VZ49              | 2 novembre 2005       | Mt. Lemmon Survey |
| (319035)                | 2005 VB52              | 3 novembre 2005       | CSS               |
| (319036)                | 2005 VN60              | 5 novembre 2005       | CSS               |
| (319037)                | 2005 VP66              | 1er novembre 2005     | Mt. Lemmon Survey |
| (319038)                | 2005 VD69              | 1er novembre 2005     | Mt. Lemmon Survey |
| (319039)                | 2005 VG70              | 1er novembre 2005     | Mt. Lemmon Survey |
| (319040)                | 2005 VH71              | 1er novembre 2005     | Mt. Lemmon Survey |
| (319041)                | 2005 VY71              | 1er novembre 2005     | Mt. Lemmon Survey |
| (319042)                | 2005 VU75              | 2 novembre 2005       | Mt. Lemmon Survey |
| (319043)                | 2005 VT95              | 6 novembre 2005       | Spacewatch        |
| (319044)                | 2005 VZ98              | 27 septembre 1994     | Spacewatch        |
| (319045)                | 2005 VF104             | 25 octobre 2005       | Spacewatch        |
| (319046)                | 2005 VA109             | 6 novembre 2005       | Mt. Lemmon Survey |
| (319047)                | 2005 VQ110             | 6 novembre 2005       | Mt. Lemmon Survey |
| (319048)                | 2005 VH114             | 10 novembre 2005      | Mt. Lemmon Survey |
| (319049)                | 2005 VS123             | 2 novembre 2005       | Mt. Lemmon Survey |
| (319050)                | 2005 VM126             | 1er novembre 2005     | Becker, A. C.     |
| (319051)                | 2005 VO130             | 1er novembre 2005     | Becker, A. C.     |
| (319052)                | 2005 VT130             | 8 octobre 2005        | Spacewatch        |
| (319053)                | 2005 VB134             | 1er novembre 2005     | Becker, A. C.     |
| (319054)                | 2005 WT7               | 21 novembre 2005      | NEAT              |
| (319055)                | 2005 WZ7               | 27 octobre 2005       | Mt. Lemmon Survey |
| (319056)                | 2005 WV11              | 22 novembre 2005      | Spacewatch        |
| (319057)                | 2005 WT13              | 1er octobre 2005      | Mt. Lemmon Survey |
| (319058)                | 2005 WE16              | 22 novembre 2005      | Spacewatch        |
| (319059)                | 2005 WF16              | 22 novembre 2005      | Spacewatch        |
| (319060)                | 2005 WZ17              | 22 novembre 2005      | Spacewatch        |
| (319061)                | 2005 WV20              | 21 novembre 2005      | Spacewatch        |
| (319062)                | 2005 WZ24              | 21 novembre 2005      | Spacewatch        |
| (319063)                | 2005 WT26              | 27 octobre 2005       | Mt. Lemmon Survey |
| (319064)                | 2005 WL27              | 21 novembre 2005      | Spacewatch        |
| (319065)                | 2005 WE28              | 21 novembre 2005      | Spacewatch        |
| (319066)                | 2005 WC29              | 21 novembre 2005      | Spacewatch        |
| (319067)                | 2005 WJ34              | 21 novembre 2005      | CSS               |
| (319068)                | 2005 WP37              | 22 novembre 2005      | Spacewatch        |
| (319069)                | 2005 WA39              | 9 novembre 2005       | Spacewatch        |
| (319070)                | 2005 WO43              | 21 novembre 2005      | Spacewatch        |
| (319071)                | 2005 WT54              | 25 novembre 2005      | Kocher, P.        |
| (319072)                | 2005 WY56              | 29 novembre 2005      | Healy, D.         |
| (319073)                | 2005 WC57              | 28 novembre 2005      | NEAT              |
| (319074)                | 2005 WD81              | 26 novembre 2005      | Mt. Lemmon Survey |
| (319075)                | 2005 WE87              | 28 novembre 2005      | Mt. Lemmon Survey |
| (319076)                | 2005 WR87              | 28 novembre 2005      | Mt. Lemmon Survey |
| (319077)                | 2005 WQ89              | 26 novembre 2005      | Spacewatch        |
| (319078)                | 2005 WM93              | 25 novembre 2005      | Mt. Lemmon Survey |
| (319079)                | 2005 WD94              | 26 novembre 2005      | Spacewatch        |
| (319080)                | 2005 WF98              | 28 novembre 2005      | Spacewatch        |
| (319081)                | 2005 WA113             | 25 novembre 2005      | CSS               |
| (319082)                | 2005 WJ113             | 25 novembre 2005      | CSS               |
| (319083)                | 2005 WH115             | 29 novembre 2005      | Mt. Lemmon Survey |
| (319084)                | 2005 WZ118             | 24 octobre 2005       | Spacewatch        |
| (319085)                | 2005 WD127             | 1er novembre 2005     | Spacewatch        |
| (319086)                | 2005 WL127             | 25 novembre 2005      | Mt. Lemmon Survey |
| (319087)                | 2005 WN127             | 25 novembre 2005      | Mt. Lemmon Survey |
| (319088)                | 2005 WS135             | 26 novembre 2005      | Spacewatch        |
| (319089)                | 2005 WA140             | 26 novembre 2005      | Mt. Lemmon Survey |
| (319090) Barbarahillary | 2005 WQ140             | 26 novembre 2005      | Mt. Lemmon Survey |
| (319091)                | 2005 WR146             | 25 novembre 2005      | Spacewatch        |
| (319092)                | 2005 WE147             | 25 novembre 2005      | Spacewatch        |
| (319093)                | 2005 WH148             | 26 novembre 2005      | CSS               |
| (319094)                | 2005 WU149             | 28 novembre 2005      | Spacewatch        |
| (319095)                | 2005 WG150             | 28 novembre 2005      | Spacewatch        |
| (319096)                | 2005 WD157             | 22 novembre 2005      | Spacewatch        |
| (319097)                | 2005 WK160             | 28 novembre 2005      | Spacewatch        |
| (319098)                | 2005 WS164             | 29 novembre 2005      | Mt. Lemmon Survey |
| (319099)                | 2005 WZ165             | 22 novembre 2005      | Spacewatch        |
| (319100)                | 2005 WN166             | 29 novembre 2005      | Mt. Lemmon Survey |

### 319101-319200
| Nom      | Désignation provisoire | Date de la découverte | Découvreur        |
| -------- | ---------------------- | --------------------- | ----------------- |
| (319101) | 2005 WZ171             | 30 novembre 2005      | Mt. Lemmon Survey |
| (319102) | 2005 WP173             | 30 novembre 2005      | LINEAR            |
| (319103) | 2005 WE183             | 28 novembre 2005      | LINEAR            |
| (319104) | 2005 WJ191             | 22 novembre 2005      | CSS               |
| (319105) | 2005 WG197             | 30 novembre 2005      | LONEOS            |
| (319106) | 2005 WK201             | 28 novembre 2005      | CSS               |
| (319107) | 2005 WV202             | 30 novembre 2005      | Spacewatch        |
| (319108) | 2005 WE211             | 25 novembre 2005      | Mt. Lemmon Survey |
| (319109) | 2005 XG                | 1er décembre 2005     | Healy, D.         |
| (319110) | 2005 XW13              | 1er décembre 2005     | Spacewatch        |
| (319111) | 2005 XU14              | 1er décembre 2005     | Spacewatch        |
| (319112) | 2005 XA15              | 1er décembre 2005     | Spacewatch        |
| (319113) | 2005 XY18              | 1er décembre 2005     | Spacewatch        |
| (319114) | 2005 XC27              | 4 décembre 2005       | Spacewatch        |
| (319115) | 2005 XW33              | 4 décembre 2005       | Spacewatch        |
| (319116) | 2005 XF63              | 5 décembre 2005       | Mt. Lemmon Survey |
| (319117) | 2005 XU63              | 6 décembre 2005       | LINEAR            |
| (319118) | 2005 XH65              | 7 décembre 2005       | LINEAR            |
| (319119) | 2005 XP65              | 3 décembre 2005       | Spacewatch        |
| (319120) | 2005 XV73              | 6 décembre 2005       | Spacewatch        |
| (319121) | 2005 XD76              | 7 décembre 2005       | Spacewatch        |
| (319122) | 2005 XL76              | 7 décembre 2005       | CSS               |
| (319123) | 2005 XR77              | 9 décembre 2005       | LINEAR            |
| (319124) | 2005 XR80              | 10 décembre 2005      | CSS               |
| (319125) | 2005 XR83              | 5 décembre 2005       | LINEAR            |
| (319126) | 2005 XP90              | 8 décembre 2005       | Spacewatch        |
| (319127) | 2005 XQ105             | 1er décembre 2005     | Buie, M. W.       |
| (319128) | 2005 XR116             | 5 décembre 2005       | Spacewatch        |
| (319129) | 2005 YC2               | 6 novembre 2005       | Mt. Lemmon Survey |
| (319130) | 2005 YZ2               | 21 décembre 2005      | CSS               |
| (319131) | 2005 YN6               | 21 décembre 2005      | CSS               |
| (319132) | 2005 YY7               | 22 décembre 2005      | Spacewatch        |
| (319133) | 2005 YK8               | 22 décembre 2005      | Spacewatch        |
| (319134) | 2005 YV8               | 20 décembre 2005      | Young, J. W.      |
| (319135) | 2005 YB11              | 21 décembre 2005      | Spacewatch        |
| (319136) | 2005 YJ11              | 8 décembre 2005       | Spacewatch        |
| (319137) | 2005 YM13              | 22 décembre 2005      | Spacewatch        |
| (319138) | 2005 YR14              | 22 décembre 2005      | Spacewatch        |
| (319139) | 2005 YP15              | 22 décembre 2005      | Spacewatch        |
| (319140) | 2005 YX18              | 23 décembre 2005      | Spacewatch        |
| (319141) | 2005 YJ21              | 24 décembre 2005      | Spacewatch        |
| (319142) | 2005 YG23              | 24 décembre 2005      | Spacewatch        |
| (319143) | 2005 YT23              | 24 décembre 2005      | Spacewatch        |
| (319144) | 2005 YJ24              | 24 décembre 2005      | Spacewatch        |
| (319145) | 2005 YZ26              | 22 décembre 2005      | Spacewatch        |
| (319146) | 2005 YA28              | 22 décembre 2005      | Spacewatch        |
| (319147) | 2005 YU28              | 22 décembre 2005      | Spacewatch        |
| (319148) | 2005 YL30              | 21 décembre 2005      | Spacewatch        |
| (319149) | 2005 YU39              | 22 décembre 2005      | Spacewatch        |
| (319150) | 2005 YF53              | 22 décembre 2005      | Spacewatch        |
| (319151) | 2005 YM56              | 22 décembre 2005      | Spacewatch        |
| (319152) | 2005 YX56              | 24 décembre 2005      | Spacewatch        |
| (319153) | 2005 YP61              | 24 décembre 2005      | Spacewatch        |
| (319154) | 2005 YK65              | 25 décembre 2005      | Spacewatch        |
| (319155) | 2005 YN66              | 27 octobre 2005       | Mt. Lemmon Survey |
| (319156) | 2005 YK67              | 26 décembre 2005      | Spacewatch        |
| (319157) | 2005 YG69              | 26 décembre 2005      | Spacewatch        |
| (319158) | 2005 YJ75              | 24 décembre 2005      | Spacewatch        |
| (319159) | 2005 YT75              | 24 décembre 2005      | Spacewatch        |
| (319160) | 2005 YV77              | 24 décembre 2005      | Spacewatch        |
| (319161) | 2005 YB80              | 24 décembre 2005      | Spacewatch        |
| (319162) | 2005 YX82              | 24 décembre 2005      | Spacewatch        |
| (319163) | 2005 YQ83              | 24 décembre 2005      | Spacewatch        |
| (319164) | 2005 YB84              | 24 décembre 2005      | Spacewatch        |
| (319165) | 2005 YJ85              | 26 novembre 2005      | Mt. Lemmon Survey |
| (319166) | 2005 YJ88              | 25 décembre 2005      | Mt. Lemmon Survey |
| (319167) | 2005 YU92              | 27 décembre 2005      | Mt. Lemmon Survey |
| (319168) | 2005 YY99              | 28 décembre 2005      | Spacewatch        |
| (319169) | 2005 YR108             | 25 décembre 2005      | Spacewatch        |
| (319170) | 2005 YW108             | 25 décembre 2005      | Spacewatch        |
| (319171) | 2005 YS110             | 25 décembre 2005      | Spacewatch        |
| (319172) | 2005 YR111             | 25 décembre 2005      | Spacewatch        |
| (319173) | 2005 YS111             | 25 décembre 2005      | Spacewatch        |
| (319174) | 2005 YQ114             | 25 décembre 2005      | Spacewatch        |
| (319175) | 2005 YE115             | 25 décembre 2005      | Spacewatch        |
| (319176) | 2005 YR116             | 25 décembre 2005      | Spacewatch        |
| (319177) | 2005 YW117             | 25 décembre 2005      | Spacewatch        |
| (319178) | 2005 YU118             | 26 décembre 2005      | Mt. Lemmon Survey |
| (319179) | 2005 YH120             | 27 décembre 2005      | Mt. Lemmon Survey |
| (319180) | 2005 YU124             | 26 décembre 2005      | Spacewatch        |
| (319181) | 2005 YH125             | 26 décembre 2005      | Spacewatch        |
| (319182) | 2005 YO129             | 24 décembre 2005      | Spacewatch        |
| (319183) | 2005 YD131             | 25 décembre 2005      | Mt. Lemmon Survey |
| (319184) | 2005 YY131             | 25 décembre 2005      | Mt. Lemmon Survey |
| (319185) | 2005 YZ133             | 26 décembre 2005      | Spacewatch        |
| (319186) | 2005 YW138             | 26 décembre 2005      | Spacewatch        |
| (319187) | 2005 YL144             | 28 décembre 2005      | Mt. Lemmon Survey |
| (319188) | 2005 YS144             | 28 décembre 2005      | Mt. Lemmon Survey |
| (319189) | 2005 YZ144             | 28 décembre 2005      | Mt. Lemmon Survey |
| (319190) | 2005 YG145             | 29 décembre 2005      | CSS               |
| (319191) | 2005 YE149             | 25 décembre 2005      | Spacewatch        |
| (319192) | 2005 YA150             | 25 décembre 2005      | Spacewatch        |
| (319193) | 2005 YV154             | 29 décembre 2005      | Spacewatch        |
| (319194) | 2005 YR156             | 7 août 2004           | NEAT              |
| (319195) | 2005 YW160             | 27 décembre 2005      | Spacewatch        |
| (319196) | 2005 YU164             | 29 décembre 2005      | CSS               |
| (319197) | 2005 YF165             | 21 novembre 2005      | Spacewatch        |
| (319198) | 2005 YM167             | 27 décembre 2005      | Spacewatch        |
| (319199) | 2005 YY171             | 22 décembre 2005      | CSS               |
| (319200) | 2005 YU175             | 22 décembre 2005      | Spacewatch        |

### 319201-319300
| Nom               | Désignation provisoire | Date de la découverte | Découvreur        |
| ----------------- | ---------------------- | --------------------- | ----------------- |
| (319201)          | 2005 YK181             | 24 décembre 2005      | CSS               |
| (319202)          | 2005 YM186             | 10 novembre 2005      | Spacewatch        |
| (319203)          | 2005 YC191             | 30 décembre 2005      | Spacewatch        |
| (319204)          | 2005 YH191             | 30 décembre 2005      | Spacewatch        |
| (319205)          | 2005 YU194             | 31 décembre 2005      | Spacewatch        |
| (319206)          | 2005 YH198             | 25 décembre 2005      | Mt. Lemmon Survey |
| (319207)          | 2005 YR198             | 25 décembre 2005      | Spacewatch        |
| (319208)          | 2005 YY201             | 24 décembre 2005      | Spacewatch        |
| (319209)          | 2005 YK205             | 26 décembre 2005      | Mt. Lemmon Survey |
| (319210)          | 2005 YU207             | 30 décembre 2005      | Spacewatch        |
| (319211)          | 2005 YN211             | 28 décembre 2005      | NEAT              |
| (319212)          | 2005 YH214             | 30 décembre 2005      | CSS               |
| (319213)          | 2005 YA227             | 25 décembre 2005      | Mt. Lemmon Survey |
| (319214)          | 2005 YF232             | 28 décembre 2005      | Spacewatch        |
| (319215)          | 2005 YP236             | 28 décembre 2005      | Spacewatch        |
| (319216)          | 2005 YM239             | 29 décembre 2005      | Spacewatch        |
| (319217)          | 2005 YX244             | 30 décembre 2005      | Spacewatch        |
| (319218)          | 2005 YY244             | 30 décembre 2005      | Spacewatch        |
| (319219)          | 2005 YM261             | 25 décembre 2005      | Spacewatch        |
| (319220)          | 2005 YF262             | 25 décembre 2005      | Spacewatch        |
| (319221)          | 2005 YD264             | 25 décembre 2005      | Spacewatch        |
| (319222)          | 2005 YZ272             | 30 décembre 2005      | Spacewatch        |
| (319223)          | 2005 YW274             | 30 décembre 2005      | Mt. Lemmon Survey |
| (319224)          | 2005 YV281             | 26 décembre 2005      | Mt. Lemmon Survey |
| (319225)          | 2005 YX290             | 28 décembre 2005      | Spacewatch        |
| (319226)          | 2006 AH8               | 7 janvier 2006        | LINEAR            |
| (319227) Erichbär | 2006 AJ8               | 9 janvier 2006        | Fiedler, M.       |
| (319228)          | 2006 AS8               | 2 janvier 2006        | Mt. Lemmon Survey |
| (319229)          | 2006 AD10              | 4 janvier 2006        | Mt. Lemmon Survey |
| (319230)          | 2006 AH15              | 5 janvier 2006        | Mt. Lemmon Survey |
| (319231)          | 2006 AN17              | 5 janvier 2006        | Spacewatch        |
| (319232)          | 2006 AO23              | 4 janvier 2006        | Spacewatch        |
| (319233)          | 2006 AV23              | 4 janvier 2006        | Mt. Lemmon Survey |
| (319234)          | 2006 AT24              | 5 décembre 2005       | Mt. Lemmon Survey |
| (319235)          | 2006 AE27              | 5 janvier 2006        | Mt. Lemmon Survey |
| (319236)          | 2006 AM30              | 2 janvier 2006        | LINEAR            |
| (319237)          | 2006 AO38              | 7 janvier 2006        | Mt. Lemmon Survey |
| (319238)          | 2006 AV39              | 7 janvier 2006        | Mt. Lemmon Survey |
| (319239)          | 2006 AY40              | 7 janvier 2006        | Spacewatch        |
| (319240)          | 2006 AE41              | 7 janvier 2006        | Spacewatch        |
| (319241)          | 2006 AE42              | 29 novembre 2005      | Mt. Lemmon Survey |
| (319242)          | 2006 AG45              | 4 janvier 2006        | Spacewatch        |
| (319243)          | 2006 AL47              | 4 mai 2002            | NEAT              |
| (319244)          | 2006 AY48              | 4 janvier 2006        | Mt. Lemmon Survey |
| (319245)          | 2006 AK50              | 2 décembre 2005       | Mt. Lemmon Survey |
| (319246)          | 2006 AB51              | 5 janvier 2006        | Spacewatch        |
| (319247)          | 2006 AX51              | 5 janvier 2006        | Spacewatch        |
| (319248)          | 2006 AY63              | 7 janvier 2006        | Mt. Lemmon Survey |
| (319249)          | 2006 AL66              | 9 janvier 2006        | Spacewatch        |
| (319250)          | 2006 AZ67              | 5 janvier 2006        | Mt. Lemmon Survey |
| (319251)          | 2006 AM71              | 6 janvier 2006        | Spacewatch        |
| (319252)          | 2006 AD81              | 4 janvier 2006        | CSS               |
| (319253)          | 2006 AM83              | 10 janvier 2006       | CSS               |
| (319254)          | 2006 AS83              | 5 janvier 2006        | CSS               |
| (319255)          | 2006 AT83              | 5 janvier 2006        | LINEAR            |
| (319256)          | 2006 AM84              | 6 janvier 2006        | LONEOS            |
| (319257)          | 2006 AE87              | 2 janvier 2006        | Mt. Lemmon Survey |
| (319258)          | 2006 AQ92              | 7 janvier 2006        | Mt. Lemmon Survey |
| (319259)          | 2006 AY100             | 10 janvier 2006       | Mt. Lemmon Survey |
| (319260)          | 2006 AB102             | 7 janvier 2006        | Mt. Lemmon Survey |
| (319261)          | 2006 BQ4               | 21 janvier 2006       | Spacewatch        |
| (319262)          | 2006 BX5               | 22 janvier 2006       | Lowe, A.          |
| (319263)          | 2006 BY10              | 20 janvier 2006       | Spacewatch        |
| (319264)          | 2006 BE12              | 21 janvier 2006       | Spacewatch        |
| (319265)          | 2006 BS21              | 22 janvier 2006       | Mt. Lemmon Survey |
| (319266)          | 2006 BL22              | 22 janvier 2006       | Mt. Lemmon Survey |
| (319267)          | 2006 BG23              | 23 janvier 2006       | Spacewatch        |
| (319268)          | 2006 BH27              | 20 janvier 2006       | Spacewatch        |
| (319269)          | 2006 BU41              | 22 janvier 2006       | Mt. Lemmon Survey |
| (319270)          | 2006 BA42              | 23 janvier 2006       | Spacewatch        |
| (319271)          | 2006 BT42              | 23 janvier 2006       | Spacewatch        |
| (319272)          | 2006 BR44              | 23 janvier 2006       | Mt. Lemmon Survey |
| (319273)          | 2006 BP45              | 23 janvier 2006       | Mt. Lemmon Survey |
| (319274)          | 2006 BZ47              | 25 janvier 2006       | Spacewatch        |
| (319275)          | 2006 BU50              | 25 janvier 2006       | Spacewatch        |
| (319276)          | 2006 BG59              | 23 janvier 2006       | Mt. Lemmon Survey |
| (319277)          | 2006 BJ60              | 26 janvier 2006       | CSS               |
| (319278)          | 2006 BY61              | 22 janvier 2006       | LONEOS            |
| (319279)          | 2006 BR66              | 23 janvier 2006       | Spacewatch        |
| (319280)          | 2006 BW66              | 23 janvier 2006       | Spacewatch        |
| (319281)          | 2006 BQ73              | 23 janvier 2006       | Spacewatch        |
| (319282)          | 2006 BY73              | 23 janvier 2006       | Spacewatch        |
| (319283)          | 2006 BO76              | 23 janvier 2006       | Spacewatch        |
| (319284)          | 2006 BW77              | 23 janvier 2006       | Mt. Lemmon Survey |
| (319285)          | 2006 BS78              | 23 janvier 2006       | Mt. Lemmon Survey |
| (319286)          | 2006 BU82              | 24 janvier 2006       | Mt. Lemmon Survey |
| (319287)          | 2006 BN85              | 25 janvier 2006       | Spacewatch        |
| (319288)          | 2006 BD87              | 25 janvier 2006       | Spacewatch        |
| (319289)          | 2006 BV87              | 25 janvier 2006       | Spacewatch        |
| (319290)          | 2006 BM88              | 25 janvier 2006       | Spacewatch        |
| (319291)          | 2006 BM89              | 25 janvier 2006       | Spacewatch        |
| (319292)          | 2006 BX90              | 26 janvier 2006       | Spacewatch        |
| (319293)          | 2006 BG91              | 26 janvier 2006       | Spacewatch        |
| (319294)          | 2006 BN92              | 26 janvier 2006       | CSS               |
| (319295)          | 2006 BG96              | 4 janvier 2006        | Mt. Lemmon Survey |
| (319296)          | 2006 BC103             | 23 janvier 2006       | Mt. Lemmon Survey |
| (319297)          | 2006 BX103             | 23 janvier 2006       | Mt. Lemmon Survey |
| (319298)          | 2006 BK109             | 25 janvier 2006       | Spacewatch        |
| (319299)          | 2006 BE110             | 25 janvier 2006       | Spacewatch        |
| (319300)          | 2006 BC111             | 25 janvier 2006       | Spacewatch        |

### 319301-319400
| Nom      | Désignation provisoire | Date de la découverte | Découvreur        |
| -------- | ---------------------- | --------------------- | ----------------- |
| (319301) | 2006 BD113             | 25 janvier 2006       | Spacewatch        |
| (319302) | 2006 BV114             | 26 janvier 2006       | Spacewatch        |
| (319303) | 2006 BY117             | 26 janvier 2006       | Mt. Lemmon Survey |
| (319304) | 2006 BA120             | 26 janvier 2006       | Spacewatch        |
| (319305) | 2006 BB124             | 26 janvier 2006       | Spacewatch        |
| (319306) | 2006 BC127             | 26 janvier 2006       | Spacewatch        |
| (319307) | 2006 BA134             | 27 janvier 2006       | Spacewatch        |
| (319308) | 2006 BG142             | 26 janvier 2006       | Spacewatch        |
| (319309) | 2006 BR143             | 26 janvier 2006       | Spacewatch        |
| (319310) | 2006 BT143             | 21 janvier 2006       | LONEOS            |
| (319311) | 2006 BW146             | 28 janvier 2006       | Bickel, W.        |
| (319312) | 2006 BD149             | 7 août 2004           | CINEOS            |
| (319313) | 2006 BD152             | 25 janvier 2006       | Spacewatch        |
| (319314) | 2006 BJ156             | 25 janvier 2006       | Spacewatch        |
| (319315) | 2006 BF157             | 25 janvier 2006       | Spacewatch        |
| (319316) | 2006 BE159             | 26 janvier 2006       | Spacewatch        |
| (319317) | 2006 BV163             | 26 janvier 2006       | Mt. Lemmon Survey |
| (319318) | 2006 BF164             | 26 janvier 2006       | Mt. Lemmon Survey |
| (319319) | 2006 BH166             | 26 janvier 2006       | Mt. Lemmon Survey |
| (319320) | 2006 BG167             | 26 janvier 2006       | Mt. Lemmon Survey |
| (319321) | 2006 BX167             | 26 janvier 2006       | Mt. Lemmon Survey |
| (319322) | 2006 BO172             | 27 janvier 2006       | Spacewatch        |
| (319323) | 2006 BG174             | 27 janvier 2006       | Spacewatch        |
| (319324) | 2006 BV174             | 27 janvier 2006       | Spacewatch        |
| (319325) | 2006 BO177             | 27 janvier 2006       | Mt. Lemmon Survey |
| (319326) | 2006 BD178             | 7 avril 2003          | Spacewatch        |
| (319327) | 2006 BV180             | 27 janvier 2006       | Mt. Lemmon Survey |
| (319328) | 2006 BX183             | 30 décembre 2005      | Mt. Lemmon Survey |
| (319329) | 2006 BE193             | 30 janvier 2006       | Spacewatch        |
| (319330) | 2006 BE204             | 31 janvier 2006       | Spacewatch        |
| (319331) | 2006 BA206             | 31 janvier 2006       | Mt. Lemmon Survey |
| (319332) | 2006 BD210             | 31 janvier 2006       | Spacewatch        |
| (319333) | 2006 BR224             | 30 janvier 2006       | Spacewatch        |
| (319334) | 2006 BV239             | 31 janvier 2006       | Spacewatch        |
| (319335) | 2006 BA243             | 31 janvier 2006       | Spacewatch        |
| (319336) | 2006 BG247             | 31 janvier 2006       | Spacewatch        |
| (319337) | 2006 BO257             | 31 janvier 2006       | Spacewatch        |
| (319338) | 2006 BQ257             | 31 janvier 2006       | Mt. Lemmon Survey |
| (319339) | 2006 BX265             | 31 janvier 2006       | Spacewatch        |
| (319340) | 2006 BG266             | 31 janvier 2006       | Spacewatch        |
| (319341) | 2006 BB268             | 26 janvier 2006       | CSS               |
| (319342) | 2006 BY273             | 25 janvier 2006       | Spacewatch        |
| (319343) | 2006 BD281             | 27 janvier 2006       | Mt. Lemmon Survey |
| (319344) | 2006 BQ283             | 22 janvier 2006       | Mt. Lemmon Survey |
| (319345) | 2006 CY8               | 1er février 2006      | Mt. Lemmon Survey |
| (319346) | 2006 CC13              | 1er février 2006      | Spacewatch        |
| (319347) | 2006 CD17              | 1er février 2006      | Mt. Lemmon Survey |
| (319348) | 2006 CS21              | 1er février 2006      | Spacewatch        |
| (319349) | 2006 CV23              | 2 février 2006        | Spacewatch        |
| (319350) | 2006 CO24              | 2 février 2006        | Spacewatch        |
| (319351) | 2006 CO36              | 2 février 2006        | Mt. Lemmon Survey |
| (319352) | 2006 CN39              | 2 février 2006        | Spacewatch        |
| (319353) | 2006 CC49              | 3 février 2006        | Spacewatch        |
| (319354) | 2006 CZ51              | 4 février 2006        | Spacewatch        |
| (319355) | 2006 CD54              | 24 décembre 2005      | CSS               |
| (319356) | 2006 CX59              | 6 février 2006        | Mt. Lemmon Survey |
| (319357) | 2006 CS61              | 3 février 2006        | LONEOS            |
| (319358) | 2006 CE64              | 2 février 2006        | Wiegert, P. A.    |
| (319359) | 2006 DP2               | 20 février 2006       | Spacewatch        |
| (319360) | 2006 DZ9               | 21 février 2006       | CSS               |
| (319361) | 2006 DB19              | 4 février 2006        | Spacewatch        |
| (319362) | 2006 DD19              | 20 février 2006       | Spacewatch        |
| (319363) | 2006 DV24              | 20 février 2006       | Spacewatch        |
| (319364) | 2006 DU29              | 20 février 2006       | Spacewatch        |
| (319365) | 2006 DR44              | 20 février 2006       | Mt. Lemmon Survey |
| (319366) | 2006 DU54              | 24 février 2006       | Spacewatch        |
| (319367) | 2006 DL64              | 20 février 2006       | LINEAR            |
| (319368) | 2006 DQ67              | 23 février 2006       | LONEOS            |
| (319369) | 2006 DA70              | 20 février 2006       | Spacewatch        |
| (319370) | 2006 DL71              | 21 février 2006       | Mt. Lemmon Survey |
| (319371) | 2006 DG72              | 22 février 2006       | CSS               |
| (319372) | 2006 DG74              | 23 février 2006       | Mt. Lemmon Survey |
| (319373) | 2006 DT82              | 24 février 2006       | Spacewatch        |
| (319374) | 2006 DX84              | 24 février 2006       | Spacewatch        |
| (319375) | 2006 DW86              | 24 février 2006       | Spacewatch        |
| (319376) | 2006 DV115             | 27 février 2006       | Spacewatch        |
| (319377) | 2006 DP119             | 20 février 2006       | LINEAR            |
| (319378) | 2006 DS138             | 25 février 2006       | Spacewatch        |
| (319379) | 2006 DC146             | 25 février 2006       | Mt. Lemmon Survey |
| (319380) | 2006 DR146             | 25 février 2006       | Spacewatch        |
| (319381) | 2006 DL147             | 28 septembre 2003     | Spacewatch        |
| (319382) | 2006 DC152             | 25 février 2006       | Spacewatch        |
| (319383) | 2006 DS174             | 27 février 2006       | Spacewatch        |
| (319384) | 2006 DH175             | 27 février 2006       | CSS               |
| (319385) | 2006 DY178             | 27 février 2006       | Mt. Lemmon Survey |
| (319386) | 2006 DH202             | 21 février 2006       | LONEOS            |
| (319387) | 2006 EO19              | 2 mars 2006           | Spacewatch        |
| (319388) | 2006 EP26              | 3 mars 2006           | Spacewatch        |
| (319389) | 2006 EK33              | 3 mars 2006           | Mt. Lemmon Survey |
| (319390) | 2006 EU37              | 4 mars 2006           | LONEOS            |
| (319391) | 2006 EH46              | 4 mars 2006           | Spacewatch        |
| (319392) | 2006 EL68              | 2 mars 2006           | Buie, M. W.       |
| (319393) | 2006 EV68              | 2 mars 2006           | Buie, M. W.       |
| (319394) | 2006 ET69              | 4 mars 2006           | CSS               |
| (319395) | 2006 FP7               | 23 mars 2006          | Spacewatch        |
| (319396) | 2006 FG14              | 23 mars 2006          | Spacewatch        |
| (319397) | 2006 GU1               | 2 avril 2006          | Mt. Lemmon Survey |
| (319398) | 2006 GJ8               | 2 avril 2006          | Spacewatch        |
| (319399) | 2006 GF13              | 2 avril 2006          | Spacewatch        |
| (319400) | 2006 GG13              | 2 avril 2006          | Spacewatch        |

### 319401-319500
| Nom      | Désignation provisoire | Date de la découverte | Découvreur            |
| -------- | ---------------------- | --------------------- | --------------------- |
| (319401) | 2006 GG22              | 2 avril 2006          | Spacewatch            |
| (319402) | 2006 GZ23              | 2 avril 2006          | Spacewatch            |
| (319403) | 2006 GZ41              | 8 avril 2006          | CSS                   |
| (319404) | 2006 GT42              | 7 avril 2006          | Siding Spring Survey  |
| (319405) | 2006 GG44              | 2 avril 2006          | Spacewatch            |
| (319406) | 2006 GG49              | 2 avril 2006          | CSS                   |
| (319407) | 2006 HJ8               | 19 avril 2006         | Spacewatch            |
| (319408) | 2006 HT9               | 19 avril 2006         | Spacewatch            |
| (319409) | 2006 HP18              | 23 avril 2006         | Lowe, A.              |
| (319410) | 2006 HX19              | 19 avril 2006         | Mt. Lemmon Survey     |
| (319411) | 2006 HJ25              | 20 avril 2006         | Spacewatch            |
| (319412) | 2006 HJ27              | 20 avril 2006         | Mt. Lemmon Survey     |
| (319413) | 2006 HK34              | 19 avril 2006         | Mt. Lemmon Survey     |
| (319414) | 2006 HV35              | 20 avril 2006         | Spacewatch            |
| (319415) | 2006 HC37              | 21 avril 2006         | Spacewatch            |
| (319416) | 2006 HG38              | 21 avril 2006         | Spacewatch            |
| (319417) | 2006 HJ49              | 25 avril 2006         | Spacewatch            |
| (319418) | 2006 HY63              | 24 avril 2006         | Spacewatch            |
| (319419) | 2006 HC68              | 24 avril 2006         | Mt. Lemmon Survey     |
| (319420) | 2006 HQ71              | 25 avril 2006         | Spacewatch            |
| (319421) | 2006 HR77              | 26 avril 2006         | Spacewatch            |
| (319422) | 2006 HW80              | 26 avril 2006         | Spacewatch            |
| (319423) | 2006 HN86              | 27 avril 2006         | CSS                   |
| (319424) | 2006 HN88              | 30 avril 2006         | Spacewatch            |
| (319425) | 2006 HM98              | 30 avril 2006         | Spacewatch            |
| (319426) | 2006 HO98              | 30 avril 2006         | Spacewatch            |
| (319427) | 2006 HC102             | 30 avril 2006         | Spacewatch            |
| (319428) | 2006 HH103             | 30 avril 2006         | Spacewatch            |
| (319429) | 2006 HM120             | 30 avril 2006         | Spacewatch            |
| (319430) | 2006 HH140             | 26 avril 2006         | Buie, M. W.           |
| (319431) | 2006 JG7               | 1er mai 2006          | Spacewatch            |
| (319432) | 2006 JH11              | 1er mai 2006          | Spacewatch            |
| (319433) | 2006 JP18              | 2 mai 2006            | Mt. Lemmon Survey     |
| (319434) | 2006 JZ39              | 6 mai 2006            | Mt. Lemmon Survey     |
| (319435) | 2006 JW48              | 10 mai 2006           | NEAT                  |
| (319436) | 2006 JZ50              | 2 mai 2006            | Mt. Lemmon Survey     |
| (319437) | 2006 JY79              | 1er mai 2006          | Spacewatch            |
| (319438) | 2006 KD2               | 17 mai 2006           | Siding Spring Survey  |
| (319439) | 2006 KN4               | 19 mai 2006           | Mt. Lemmon Survey     |
| (319440) | 2006 KM33              | 20 mai 2006           | Spacewatch            |
| (319441) | 2006 KW52              | 21 mai 2006           | Spacewatch            |
| (319442) | 2006 KA53              | 21 mai 2006           | Spacewatch            |
| (319443) | 2006 KW59              | 22 mai 2006           | Spacewatch            |
| (319444) | 2006 KL61              | 22 mai 2006           | Spacewatch            |
| (319445) | 2006 KU61              | 22 mai 2006           | Spacewatch            |
| (319446) | 2006 KV63              | 23 mai 2006           | Mt. Lemmon Survey     |
| (319447) | 2006 KJ65              | 24 mai 2006           | Spacewatch            |
| (319448) | 2006 KR66              | 24 mai 2006           | Spacewatch            |
| (319449) | 2006 KN69              | 22 mai 2006           | Spacewatch            |
| (319450) | 2006 KO69              | 22 mai 2006           | Spacewatch            |
| (319451) | 2006 KC75              | 24 mai 2006           | Spacewatch            |
| (319452) | 2006 KH78              | 24 mai 2006           | Mt. Lemmon Survey     |
| (319453) | 2006 KN81              | 25 mai 2006           | NEAT                  |
| (319454) | 2006 KC116             | 29 mai 2006           | Spacewatch            |
| (319455) | 2006 KB142             | 25 mai 2006           | Wiegert, P. A.        |
| (319456) | 2006 KB145             | 26 mai 2006           | Mt. Lemmon Survey     |
| (319457) | 2006 LM3               | 26 mai 2006           | Mt. Lemmon Survey     |
| (319458) | 2006 LY4               | 2 juin 2006           | Spacewatch            |
| (319459) | 2006 MA6               | 18 juin 2006          | NEAT                  |
| (319460) | 2006 NJ                | 3 juillet 2006        | Hoenig, S. F.         |
| (319461) | 2006 OP2               | 19 juillet 2006       | NEAT                  |
| (319462) | 2006 OB4               | 21 juillet 2006       | Mt. Lemmon Survey     |
| (319463) | 2006 OW6               | 24 juillet 2006       | Ferrando, R.          |
| (319464) | 2006 OU9               | 24 juillet 2006       | Ries, W.              |
| (319465) | 2006 OR11              | 21 juillet 2006       | LINEAR                |
| (319466) | 2006 OA12              | 21 juillet 2006       | CSS                   |
| (319467) | 2006 OE16              | 4 mai 2006            | Mt. Lemmon Survey     |
| (319468) | 2006 PP1               | 11 août 2006          | NEAT                  |
| (319469) | 2006 PY2               | 12 août 2006          | NEAT                  |
| (319470) | 2006 PA7               | 12 août 2006          | NEAT                  |
| (319471) | 2006 PA8               | 12 août 2006          | NEAT                  |
| (319472) | 2006 PS11              | 13 août 2006          | NEAT                  |
| (319473) | 2006 PO13              | 14 août 2006          | Siding Spring Survey  |
| (319474) | 2006 PS16              | 15 août 2006          | NEAT                  |
| (319475) | 2006 PC17              | 15 août 2006          | NEAT                  |
| (319476) | 2006 PO20              | 15 août 2006          | NEAT                  |
| (319477) | 2006 PC27              | 15 août 2006          | NEAT                  |
| (319478) | 2006 PB30              | 12 août 2006          | Lin, H.-C., Ye, Q.-z. |
| (319479) | 2006 PC30              | 15 août 2006          | Lin, C.-S., Ye, Q.-z. |
| (319480) | 2006 QO1               | 16 août 2006          | Siding Spring Survey  |
| (319481) | 2006 QO9               | 19 août 2006          | NEAT                  |
| (319482) | 2006 QQ11              | 16 août 2006          | Siding Spring Survey  |
| (319483) | 2006 QV14              | 17 août 2006          | NEAT                  |
| (319484) | 2006 QU18              | 16 août 2006          | NEAT                  |
| (319485) | 2006 QH19              | 17 août 2006          | NEAT                  |
| (319486) | 2006 QF20              | 18 août 2006          | LONEOS                |
| (319487) | 2006 QX22              | 19 août 2006          | LONEOS                |
| (319488) | 2006 QK24              | 17 août 2006          | NEAT                  |
| (319489) | 2006 QZ28              | 21 août 2006          | Spacewatch            |
| (319490) | 2006 QL30              | 20 août 2006          | NEAT                  |
| (319491) | 2006 QF37              | 20 mai 2001           | Buie, M. W.           |
| (319492) | 2006 QT44              | 19 août 2006          | LONEOS                |
| (319493) | 2006 QH45              | 19 août 2006          | Spacewatch            |
| (319494) | 2006 QC49              | 21 août 2006          | NEAT                  |
| (319495) | 2006 QW59              | 19 août 2006          | NEAT                  |
| (319496) | 2006 QG63              | 24 août 2006          | LINEAR                |
| (319497) | 2006 QC72              | 21 août 2006          | Spacewatch            |
| (319498) | 2006 QP79              | 24 août 2006          | LINEAR                |
| (319499) | 2006 QP81              | 24 août 2006          | NEAT                  |
| (319500) | 2006 QY81              | 24 août 2006          | NEAT                  |

### 319501-319600
| Nom      | Désignation provisoire | Date de la découverte | Découvreur        |
| -------- | ---------------------- | --------------------- | ----------------- |
| (319501) | 2006 QA92              | 16 août 2006          | NEAT              |
| (319502) | 2006 QS92              | 16 août 2006          | NEAT              |
| (319503) | 2006 QZ100             | 26 août 2006          | LINEAR            |
| (319504) | 2006 QU113             | 24 août 2006          | NEAT              |
| (319505) | 2006 QO117             | 27 août 2006          | LONEOS            |
| (319506) | 2006 QN123             | 29 août 2006          | CSS               |
| (319507) | 2006 QO123             | 24 août 2006          | LINEAR            |
| (319508) | 2006 QR126             | 16 août 2006          | NEAT              |
| (319509) | 2006 QA143             | 31 août 2006          | Schiaparelli      |
| (319510) | 2006 QM144             | 29 août 2006          | CSS               |
| (319511) | 2006 QM145             | 18 août 2006          | Spacewatch        |
| (319512) | 2006 QW146             | 18 août 2006          | Spacewatch        |
| (319513) | 2006 QR148             | 18 août 2006          | Spacewatch        |
| (319514) | 2006 QX156             | 19 août 2006          | Spacewatch        |
| (319515) | 2006 QC163             | 29 août 2006          | CSS               |
| (319516) | 2006 QV169             | 28 août 2006          | LONEOS            |
| (319517) | 2006 QD184             | 28 août 2006          | CSS               |
| (319518) | 2006 QR186             | 18 août 2006          | Spacewatch        |
| (319519) | 2006 RJ                | 1er septembre 2006    | Fratev, F.        |
| (319520) | 2006 RT9               | 13 septembre 2006     | NEAT              |
| (319521) | 2006 RC22              | 15 septembre 2006     | CSS               |
| (319522) | 2006 RX22              | 15 septembre 2006     | NEAT              |
| (319523) | 2006 RB39              | 14 septembre 2006     | CSS               |
| (319524) | 2006 RN42              | 14 septembre 2006     | Spacewatch        |
| (319525) | 2006 RC44              | 14 septembre 2006     | Spacewatch        |
| (319526) | 2006 RB45              | 14 septembre 2006     | Spacewatch        |
| (319527) | 2006 RE47              | 14 septembre 2006     | Spacewatch        |
| (319528) | 2006 RC49              | 14 septembre 2006     | Spacewatch        |
| (319529) | 2006 RF49              | 14 septembre 2006     | Spacewatch        |
| (319530) | 2006 RS49              | 14 septembre 2006     | Spacewatch        |
| (319531) | 2006 RN52              | 14 septembre 2006     | Spacewatch        |
| (319532) | 2006 RE57              | 14 septembre 2006     | NEAT              |
| (319533) | 2006 RC58              | 15 septembre 2006     | Spacewatch        |
| (319534) | 2006 RJ60              | 14 septembre 2006     | CSS               |
| (319535) | 2006 RF63              | 14 septembre 2006     | CSS               |
| (319536) | 2006 RK72              | 15 septembre 2006     | Spacewatch        |
| (319537) | 2006 RG79              | 15 septembre 2006     | Spacewatch        |
| (319538) | 2006 RG83              | 15 septembre 2006     | Spacewatch        |
| (319539) | 2006 RN83              | 15 septembre 2006     | Spacewatch        |
| (319540) | 2006 RP84              | 15 septembre 2006     | Spacewatch        |
| (319541) | 2006 RB86              | 15 septembre 2006     | Spacewatch        |
| (319542) | 2006 RA87              | 15 septembre 2006     | Spacewatch        |
| (319543) | 2006 RA88              | 29 février 2004       | Spacewatch        |
| (319544) | 2006 RV90              | 15 septembre 2006     | Spacewatch        |
| (319545) | 2006 RW94              | 15 septembre 2006     | Spacewatch        |
| (319546) | 2006 RE99              | 15 septembre 2006     | Spacewatch        |
| (319547) | 2006 RF104             | 11 septembre 2006     | Becker, A. C.     |
| (319548) | 2006 RA105             | 15 septembre 2006     | Spacewatch        |
| (319549) | 2006 RP105             | 14 septembre 2006     | Masiero, J.       |
| (319550) | 2006 RM106             | 14 septembre 2006     | Masiero, J.       |
| (319551) | 2006 RH116             | 14 septembre 2006     | Masiero, J.       |
| (319552) | 2006 RL120             | 14 septembre 2006     | Spacewatch        |
| (319553) | 2006 SU11              | 22 juillet 2006       | Mt. Lemmon Survey |
| (319554) | 2006 SP14              | 17 septembre 2006     | CSS               |
| (319555) | 2006 SS14              | 17 septembre 2006     | CSS               |
| (319556) | 2006 SA20              | 18 septembre 2006     | Calvin College    |
| (319557) | 2006 SO28              | 17 septembre 2006     | Spacewatch        |
| (319558) | 2006 SO33              | 17 septembre 2006     | CSS               |
| (319559) | 2006 SN34              | 17 septembre 2006     | CSS               |
| (319560) | 2006 ST35              | 17 septembre 2006     | LONEOS            |
| (319561) | 2006 SP39              | 18 septembre 2006     | LINEAR            |
| (319562) | 2006 SW42              | 18 septembre 2006     | CSS               |
| (319563) | 2006 SK44              | 17 septembre 2006     | CSS               |
| (319564) | 2006 SZ44              | 28 août 2006          | CSS               |
| (319565) | 2006 ST48              | 17 septembre 2006     | LONEOS            |
| (319566) | 2006 SH49              | 19 septembre 2006     | CSS               |
| (319567) | 2006 ST63              | 18 septembre 2006     | LONEOS            |
| (319568) | 2006 SO74              | 19 septembre 2006     | Spacewatch        |
| (319569) | 2006 SF86              | 18 septembre 2006     | Spacewatch        |
| (319570) | 2006 SW86              | 18 septembre 2006     | Spacewatch        |
| (319571) | 2006 SQ87              | 18 septembre 2006     | Spacewatch        |
| (319572) | 2006 SL88              | 18 septembre 2006     | Spacewatch        |
| (319573) | 2006 SZ89              | 18 septembre 2006     | Spacewatch        |
| (319574) | 2006 SA90              | 18 septembre 2006     | Spacewatch        |
| (319575) | 2006 SD90              | 18 septembre 2006     | Spacewatch        |
| (319576) | 2006 SY94              | 18 septembre 2006     | Spacewatch        |
| (319577) | 2006 SC96              | 18 septembre 2006     | Spacewatch        |
| (319578) | 2006 SW96              | 18 septembre 2006     | Spacewatch        |
| (319579) | 2006 SS97              | 18 septembre 2006     | Spacewatch        |
| (319580) | 2006 SG101             | 19 septembre 2006     | Spacewatch        |
| (319581) | 2006 SL107             | 19 septembre 2006     | CSS               |
| (319582) | 2006 SW108             | 19 septembre 2006     | Spacewatch        |
| (319583) | 2006 SB116             | 24 septembre 2006     | LONEOS            |
| (319584) | 2006 SD119             | 18 septembre 2006     | CSS               |
| (319585) | 2006 SG119             | 18 septembre 2006     | CSS               |
| (319586) | 2006 SQ122             | 19 septembre 2006     | LONEOS            |
| (319587) | 2006 SA126             | 20 septembre 2006     | NEAT              |
| (319588) | 2006 SN130             | 20 septembre 2006     | LONEOS            |
| (319589) | 2006 SG149             | 19 septembre 2006     | Spacewatch        |
| (319590) | 2006 SA157             | 23 septembre 2006     | Spacewatch        |
| (319591) | 2006 SU162             | 24 septembre 2006     | Spacewatch        |
| (319592) | 2006 SY163             | 25 septembre 2006     | Spacewatch        |
| (319593) | 2006 SP165             | 25 septembre 2006     | Spacewatch        |
| (319594) | 2006 ST173             | 25 septembre 2006     | LINEAR            |
| (319595) | 2006 SZ178             | 25 septembre 2006     | Spacewatch        |
| (319596) | 2006 SS179             | 25 septembre 2006     | Spacewatch        |
| (319597) | 2006 SB184             | 25 septembre 2006     | Spacewatch        |
| (319598) | 2006 SJ184             | 25 septembre 2006     | Spacewatch        |
| (319599) | 2006 ST187             | 26 septembre 2006     | Spacewatch        |
| (319600) | 2006 SW192             | 26 septembre 2006     | Mt. Lemmon Survey |

### 319601-319700
| Nom                 | Désignation provisoire | Date de la découverte | Découvreur            |
| ------------------- | ---------------------- | --------------------- | --------------------- |
| (319601) Šilutė     | 2006 SP197             | 25 septembre 2006     | Moletai               |
| (319602)            | 2006 SB200             | 24 septembre 2006     | Spacewatch            |
| (319603)            | 2006 SD201             | 24 septembre 2006     | Spacewatch            |
| (319604)            | 2006 SN212             | 26 septembre 2006     | CSS                   |
| (319605)            | 2006 SB217             | 28 septembre 2006     | Spacewatch            |
| (319606)            | 2006 SA226             | 26 septembre 2006     | Spacewatch            |
| (319607)            | 2006 SS226             | 26 septembre 2006     | Spacewatch            |
| (319608)            | 2006 SS235             | 26 septembre 2006     | Mt. Lemmon Survey     |
| (319609)            | 2006 SE238             | 26 septembre 2006     | Spacewatch            |
| (319610)            | 2006 SU241             | 26 septembre 2006     | Mt. Lemmon Survey     |
| (319611)            | 2006 SF253             | 26 septembre 2006     | Mt. Lemmon Survey     |
| (319612)            | 2006 SL261             | 26 septembre 2006     | Spacewatch            |
| (319613)            | 2006 SJ268             | 26 septembre 2006     | Spacewatch            |
| (319614)            | 2006 SW273             | 27 septembre 2006     | Mt. Lemmon Survey     |
| (319615)            | 2006 SW277             | 28 septembre 2006     | LINEAR                |
| (319616)            | 2006 SN279             | 28 septembre 2006     | Spacewatch            |
| (319617)            | 2006 SU279             | 28 septembre 2006     | CSS                   |
| (319618)            | 2006 SG280             | 29 septembre 2006     | LONEOS                |
| (319619)            | 2006 SY284             | 29 septembre 2006     | LONEOS                |
| (319620)            | 2006 SP288             | 26 septembre 2006     | CSS                   |
| (319621)            | 2006 SC297             | 25 septembre 2006     | Spacewatch            |
| (319622)            | 2006 SM301             | 26 septembre 2006     | CSS                   |
| (319623)            | 2006 ST303             | 27 septembre 2006     | Mt. Lemmon Survey     |
| (319624)            | 2006 SU306             | 27 septembre 2006     | Mt. Lemmon Survey     |
| (319625)            | 2006 SV311             | 27 septembre 2006     | Spacewatch            |
| (319626)            | 2006 SC328             | 27 septembre 2006     | Spacewatch            |
| (319627)            | 2006 SE332             | 28 septembre 2006     | Mt. Lemmon Survey     |
| (319628)            | 2006 SR335             | 28 septembre 2006     | Spacewatch            |
| (319629)            | 2006 SG353             | 30 septembre 2006     | CSS                   |
| (319630)            | 2006 SA360             | 30 septembre 2006     | CSS                   |
| (319631)            | 2006 SS360             | 30 septembre 2006     | Mt. Lemmon Survey     |
| (319632)            | 2006 SN361             | 30 septembre 2006     | Mt. Lemmon Survey     |
| (319633)            | 2006 SJ366             | 30 septembre 2006     | Mt. Lemmon Survey     |
| (319634)            | 2006 SR366             | 16 septembre 2006     | CSS                   |
| (319635)            | 2006 SC367             | 25 septembre 2006     | CSS                   |
| (319636) Dziewulski | 2006 SE368             | 23 septembre 2006     | Moletai               |
| (319637)            | 2006 SM376             | 17 septembre 2006     | Becker, A. C.         |
| (319638)            | 2006 SL388             | 27 septembre 2006     | Becker, A. C.         |
| (319639)            | 2006 SU390             | 17 septembre 2006     | CSS                   |
| (319640)            | 2006 SV391             | 19 septembre 2006     | CSS                   |
| (319641)            | 2006 SY391             | 19 septembre 2006     | CSS                   |
| (319642)            | 2006 SO393             | 28 septembre 2006     | Mt. Lemmon Survey     |
| (319643)            | 2006 SM399             | 17 septembre 2006     | Spacewatch            |
| (319644)            | 2006 SB400             | 18 septembre 2006     | CSS                   |
| (319645)            | 2006 SN403             | 27 septembre 2006     | Mt. Lemmon Survey     |
| (319646)            | 2006 SL404             | 30 septembre 2006     | Mt. Lemmon Survey     |
| (319647)            | 2006 SW410             | 19 septembre 2006     | Spacewatch            |
| (319648)            | 2006 SA412             | 30 septembre 2006     | CSS                   |
| (319649)            | 2006 SC412             | 8 décembre 2002       | NEAT                  |
| (319650)            | 2006 SR412             | 25 septembre 2006     | CSS                   |
| (319651) Topografo  | 2006 TO7               | 10 octobre 2006       | San Marcello          |
| (319652)            | 2006 TE13              | 10 octobre 2006       | NEAT                  |
| (319653)            | 2006 TG14              | 10 octobre 2006       | NEAT                  |
| (319654)            | 2006 TA16              | 11 octobre 2006       | Spacewatch            |
| (319655)            | 2006 TR22              | 11 octobre 2006       | Spacewatch            |
| (319656)            | 2006 TO25              | 12 octobre 2006       | Spacewatch            |
| (319657)            | 2006 TZ25              | 12 octobre 2006       | Spacewatch            |
| (319658)            | 2006 TA26              | 12 octobre 2006       | Spacewatch            |
| (319659)            | 2006 TV27              | 12 octobre 2006       | Spacewatch            |
| (319660)            | 2006 TH30              | 12 octobre 2006       | Spacewatch            |
| (319661)            | 2006 TP32              | 12 octobre 2006       | Spacewatch            |
| (319662)            | 2006 TZ34              | 12 octobre 2006       | Spacewatch            |
| (319663)            | 2006 TS35              | 12 octobre 2006       | Spacewatch            |
| (319664)            | 2006 TA41              | 12 octobre 2006       | Spacewatch            |
| (319665)            | 2006 TJ42              | 12 octobre 2006       | Spacewatch            |
| (319666)            | 2006 TD43              | 12 octobre 2006       | Spacewatch            |
| (319667)            | 2006 TO45              | 12 octobre 2006       | Spacewatch            |
| (319668)            | 2006 TS46              | 12 octobre 2006       | Spacewatch            |
| (319669)            | 2006 TY47              | 12 octobre 2006       | Spacewatch            |
| (319670)            | 2006 TJ51              | 12 octobre 2006       | Spacewatch            |
| (319671)            | 2006 TV51              | 12 octobre 2006       | Spacewatch            |
| (319672)            | 2006 TQ61              | 12 octobre 2006       | NEAT                  |
| (319673)            | 2006 TZ66              | 14 novembre 2002      | NEAT                  |
| (319674)            | 2006 TX71              | 11 octobre 2006       | NEAT                  |
| (319675)            | 2006 TH74              | 11 octobre 2006       | NEAT                  |
| (319676)            | 2006 TX75              | 11 octobre 2006       | NEAT                  |
| (319677)            | 2006 TL76              | 11 octobre 2006       | NEAT                  |
| (319678)            | 2006 TE77              | 11 octobre 2006       | NEAT                  |
| (319679)            | 2006 TT78              | 12 octobre 2006       | NEAT                  |
| (319680)            | 2006 TV80              | 13 octobre 2006       | Spacewatch            |
| (319681)            | 2006 TU86              | 13 octobre 2006       | Spacewatch            |
| (319682)            | 2006 TL88              | 13 octobre 2006       | Spacewatch            |
| (319683)            | 2006 TL89              | 13 octobre 2006       | Spacewatch            |
| (319684)            | 2006 TU89              | 13 octobre 2006       | Spacewatch            |
| (319685)            | 2006 TB91              | 13 octobre 2006       | Spacewatch            |
| (319686)            | 2006 TS92              | 15 octobre 2006       | Spacewatch            |
| (319687)            | 2006 TL94              | 15 octobre 2006       | Lin, C.-S., Ye, Q.-z. |
| (319688)            | 2006 TL95              | 3 octobre 2006        | Siding Spring Survey  |
| (319689)            | 2006 TH100             | 15 octobre 2006       | Spacewatch            |
| (319690)            | 2006 TF102             | 28 septembre 2006     | Mt. Lemmon Survey     |
| (319691)            | 2006 TS103             | 15 octobre 2006       | Spacewatch            |
| (319692)            | 2006 TJ105             | 15 octobre 2006       | Spacewatch            |
| (319693)            | 2006 TL110             | 13 octobre 2006       | Spacewatch            |
| (319694)            | 2006 TN110             | 13 octobre 2006       | Spacewatch            |
| (319695)            | 2006 TF115             | 1er octobre 2006      | Becker, A. C.         |
| (319696)            | 2006 TC118             | 3 octobre 2006        | Becker, A. C.         |
| (319697)            | 2006 TR125             | 13 octobre 2006       | Spacewatch            |
| (319698)            | 2006 TJ129             | 13 octobre 2006       | Spacewatch            |
| (319699)            | 2006 UF3               | 16 octobre 2006       | CSS                   |
| (319700)            | 2006 UZ4               | 16 octobre 2006       | Spacewatch            |

### 319701-319800
| Nom      | Désignation provisoire | Date de la découverte | Découvreur        |
| -------- | ---------------------- | --------------------- | ----------------- |
| (319701) | 2006 UQ6               | 16 octobre 2006       | CSS               |
| (319702) | 2006 UQ22              | 16 octobre 2006       | Mt. Lemmon Survey |
| (319703) | 2006 UA23              | 6 mars 2003           | LONEOS            |
| (319704) | 2006 UT24              | 16 octobre 2006       | Spacewatch        |
| (319705) | 2006 UF25              | 16 octobre 2006       | Spacewatch        |
| (319706) | 2006 UN27              | 16 octobre 2006       | Spacewatch        |
| (319707) | 2006 UL28              | 16 octobre 2006       | Spacewatch        |
| (319708) | 2006 UV30              | 16 octobre 2006       | Spacewatch        |
| (319709) | 2006 UU34              | 16 octobre 2006       | Spacewatch        |
| (319710) | 2006 UJ38              | 16 octobre 2006       | Spacewatch        |
| (319711) | 2006 UD41              | 16 octobre 2006       | Spacewatch        |
| (319712) | 2006 UN44              | 16 octobre 2006       | Spacewatch        |
| (319713) | 2006 UV45              | 16 octobre 2006       | Spacewatch        |
| (319714) | 2006 UP48              | 17 octobre 2006       | Spacewatch        |
| (319715) | 2006 UM50              | 17 octobre 2006       | Spacewatch        |
| (319716) | 2006 UR52              | 17 octobre 2006       | CSS               |
| (319717) | 2006 UW56              | 18 octobre 2006       | Spacewatch        |
| (319718) | 2006 UX56              | 18 octobre 2006       | Spacewatch        |
| (319719) | 2006 UX60              | 19 octobre 2006       | Mt. Lemmon Survey |
| (319720) | 2006 UF61              | 19 octobre 2006       | Mt. Lemmon Survey |
| (319721) | 2006 UN71              | 16 octobre 2006       | Bickel, W.        |
| (319722) | 2006 UO75              | 17 octobre 2006       | Mt. Lemmon Survey |
| (319723) | 2006 UX80              | 17 octobre 2006       | Mt. Lemmon Survey |
| (319724) | 2006 UY80              | 17 octobre 2006       | Mt. Lemmon Survey |
| (319725) | 2006 UT81              | 17 octobre 2006       | Mt. Lemmon Survey |
| (319726) | 2006 UO87              | 17 octobre 2006       | Mt. Lemmon Survey |
| (319727) | 2006 UG93              | 18 octobre 2006       | Spacewatch        |
| (319728) | 2006 UV95              | 18 octobre 2006       | Spacewatch        |
| (319729) | 2006 UK104             | 18 octobre 2006       | Spacewatch        |
| (319730) | 2006 UP108             | 18 octobre 2006       | Spacewatch        |
| (319731) | 2006 UF112             | 19 octobre 2006       | Spacewatch        |
| (319732) | 2006 UB115             | 2 octobre 2006        | Spacewatch        |
| (319733) | 2006 UA117             | 19 octobre 2006       | Spacewatch        |
| (319734) | 2006 UN118             | 19 octobre 2006       | Spacewatch        |
| (319735) | 2006 UU120             | 19 octobre 2006       | Spacewatch        |
| (319736) | 2006 UV120             | 19 octobre 2006       | Spacewatch        |
| (319737) | 2006 UP124             | 19 octobre 2006       | Mt. Lemmon Survey |
| (319738) | 2006 UY127             | 19 octobre 2006       | Spacewatch        |
| (319739) | 2006 UU128             | 19 octobre 2006       | Spacewatch        |
| (319740) | 2006 UP134             | 19 octobre 2006       | Spacewatch        |
| (319741) | 2006 UP135             | 19 octobre 2006       | Spacewatch        |
| (319742) | 2006 UU136             | 19 octobre 2006       | Mt. Lemmon Survey |
| (319743) | 2006 UA137             | 19 octobre 2006       | CSS               |
| (319744) | 2006 UT140             | 29 mars 2001          | Spacewatch        |
| (319745) | 2006 UL143             | 19 octobre 2006       | NEAT              |
| (319746) | 2006 UO143             | 19 octobre 2006       | Mt. Lemmon Survey |
| (319747) | 2006 UP147             | 20 octobre 2006       | Spacewatch        |
| (319748) | 2006 UP152             | 21 octobre 2006       | Spacewatch        |
| (319749) | 2006 UW164             | 21 octobre 2006       | Mt. Lemmon Survey |
| (319750) | 2006 UF172             | 21 octobre 2006       | Spacewatch        |
| (319751) | 2006 UG174             | 19 octobre 2006       | Mt. Lemmon Survey |
| (319752) | 2006 UW177             | 16 octobre 2006       | CSS               |
| (319753) | 2006 UU178             | 16 octobre 2006       | CSS               |
| (319754) | 2006 UZ178             | 16 octobre 2006       | CSS               |
| (319755) | 2006 UC181             | 16 octobre 2006       | CSS               |
| (319756) | 2006 UY183             | 19 octobre 2006       | CSS               |
| (319757) | 2006 UB184             | 19 octobre 2006       | NEAT              |
| (319758) | 2006 UK191             | 19 octobre 2006       | CSS               |
| (319759) | 2006 UX191             | 19 octobre 2006       | CSS               |
| (319760) | 2006 US196             | 20 octobre 2006       | Spacewatch        |
| (319761) | 2006 UY203             | 22 octobre 2006       | NEAT              |
| (319762) | 2006 UG207             | 23 octobre 2006       | Spacewatch        |
| (319763) | 2006 UQ208             | 23 octobre 2006       | Spacewatch        |
| (319764) | 2006 UP211             | 23 octobre 2006       | NEAT              |
| (319765) | 2006 UJ214             | 23 octobre 2006       | Spacewatch        |
| (319766) | 2006 UT214             | 24 octobre 2006       | NEAT              |
| (319767) | 2006 UZ214             | 24 octobre 2006       | Apitzsch, R.      |
| (319768) | 2006 UW226             | 20 octobre 2006       | Spacewatch        |
| (319769) | 2006 UD229             | 20 octobre 2006       | NEAT              |
| (319770) | 2006 UH229             | 20 octobre 2006       | NEAT              |
| (319771) | 2006 UY255             | 27 octobre 2006       | Mt. Lemmon Survey |
| (319772) | 2006 UG258             | 28 octobre 2006       | Mt. Lemmon Survey |
| (319773) | 2006 UM264             | 27 octobre 2006       | Spacewatch        |
| (319774) | 2006 UJ265             | 27 octobre 2006       | Mt. Lemmon Survey |
| (319775) | 2006 UC267             | 27 octobre 2006       | CSS               |
| (319776) | 2006 UH272             | 27 octobre 2006       | Mt. Lemmon Survey |
| (319777) | 2006 UF273             | 27 octobre 2006       | Spacewatch        |
| (319778) | 2006 UX278             | 28 octobre 2006       | Spacewatch        |
| (319779) | 2006 UZ282             | 28 octobre 2006       | Spacewatch        |
| (319780) | 2006 UA283             | 28 octobre 2006       | Spacewatch        |
| (319781) | 2006 UK284             | 28 octobre 2006       | Spacewatch        |
| (319782) | 2006 UV286             | 28 octobre 2006       | Spacewatch        |
| (319783) | 2006 UU289             | 27 octobre 2006       | Spacewatch        |
| (319784) | 2006 US305             | 19 octobre 2006       | Buie, M. W.       |
| (319785) | 2006 UG328             | 17 octobre 2006       | CSS               |
| (319786) | 2006 UE332             | 21 octobre 2006       | Becker, A. C.     |
| (319787) | 2006 UD333             | 21 octobre 2006       | Becker, A. C.     |
| (319788) | 2006 UM333             | 22 octobre 2006       | Becker, A. C.     |
| (319789) | 2006 UJ336             | 20 octobre 2006       | Mt. Lemmon Survey |
| (319790) | 2006 UL336             | 20 octobre 2006       | Spacewatch        |
| (319791) | 2006 UB337             | 27 octobre 2006       | Mt. Lemmon Survey |
| (319792) | 2006 UG338             | 27 octobre 2006       | Mt. Lemmon Survey |
| (319793) | 2006 UL361             | 23 octobre 2006       | CSS               |
| (319794) | 2006 VW3               | 9 novembre 2006       | Spacewatch        |
| (319795) | 2006 VJ5               | 10 novembre 2006      | Spacewatch        |
| (319796) | 2006 VK6               | 10 novembre 2006      | Spacewatch        |
| (319797) | 2006 VH14              | 15 novembre 2006      | Remanzacco        |
| (319798) | 2006 VJ14              | 15 novembre 2006      | Young, J. W.      |
| (319799) | 2006 VS16              | 9 novembre 2006       | Spacewatch        |
| (319800) | 2006 VE21              | 10 novembre 2006      | Spacewatch        |

### 319801-319900
| Nom      | Désignation provisoire | Date de la découverte | Découvreur        |
| -------- | ---------------------- | --------------------- | ----------------- |
| (319801) | 2006 VS30              | 1er novembre 2006     | Mt. Lemmon Survey |
| (319802) | 2006 VY34              | 11 novembre 2006      | Mt. Lemmon Survey |
| (319803) | 2006 VV36              | 11 novembre 2006      | CSS               |
| (319804) | 2006 VR45              | 11 novembre 2006      | NEAT              |
| (319805) | 2006 VZ47              | 10 novembre 2006      | Spacewatch        |
| (319806) | 2006 VY48              | 10 novembre 2006      | Spacewatch        |
| (319807) | 2006 VJ50              | 10 novembre 2006      | Spacewatch        |
| (319808) | 2006 VN50              | 10 novembre 2006      | Spacewatch        |
| (319809) | 2006 VX50              | 10 novembre 2006      | Spacewatch        |
| (319810) | 2006 VQ52              | 11 novembre 2006      | Spacewatch        |
| (319811) | 2006 VB54              | 11 novembre 2006      | Spacewatch        |
| (319812) | 2006 VA60              | 11 novembre 2006      | Spacewatch        |
| (319813) | 2006 VE61              | 11 novembre 2006      | Spacewatch        |
| (319814) | 2006 VB66              | 11 novembre 2006      | Spacewatch        |
| (319815) | 2006 VV67              | 11 novembre 2006      | CSS               |
| (319816) | 2006 VS80              | 12 novembre 2006      | Mt. Lemmon Survey |
| (319817) | 2006 VH83              | 27 septembre 2006     | Mt. Lemmon Survey |
| (319818) | 2006 VK83              | 13 novembre 2006      | Spacewatch        |
| (319819) | 2006 VN92              | 15 novembre 2006      | CSS               |
| (319820) | 2006 VD99              | 11 novembre 2006      | Mt. Lemmon Survey |
| (319821) | 2006 VT104             | 13 novembre 2006      | CSS               |
| (319822) | 2006 VA105             | 13 novembre 2006      | Spacewatch        |
| (319823) | 2006 VH105             | 13 novembre 2006      | Spacewatch        |
| (319824) | 2006 VC110             | 13 novembre 2006      | Spacewatch        |
| (319825) | 2006 VQ110             | 13 novembre 2006      | Spacewatch        |
| (319826) | 2006 VM115             | 14 novembre 2006      | Spacewatch        |
| (319827) | 2006 VW115             | 14 novembre 2006      | Spacewatch        |
| (319828) | 2006 VU117             | 14 novembre 2006      | Spacewatch        |
| (319829) | 2006 VT122             | 14 novembre 2006      | Spacewatch        |
| (319830) | 2006 VO123             | 14 novembre 2006      | Spacewatch        |
| (319831) | 2006 VE127             | 15 novembre 2006      | Spacewatch        |
| (319832) | 2006 VN132             | 15 novembre 2006      | Spacewatch        |
| (319833) | 2006 VU134             | 15 novembre 2006      | LINEAR            |
| (319834) | 2006 VD137             | 15 novembre 2006      | Spacewatch        |
| (319835) | 2006 VO151             | 9 novembre 2006       | NEAT              |
| (319836) | 2006 VG155             | 13 novembre 2006      | CSS               |
| (319837) | 2006 VQ169             | 13 novembre 2006      | CSS               |
| (319838) | 2006 VX169             | 11 novembre 2006      | Spacewatch        |
| (319839) | 2006 VB171             | 11 novembre 2006      | Spacewatch        |
| (319840) | 2006 WJ                | 17 novembre 2006      | CSS               |
| (319841) | 2006 WB2               | 18 novembre 2006      | Yeung, W. K. Y.   |
| (319842) | 2006 WY4               | 16 novembre 2006      | Spacewatch        |
| (319843) | 2006 WT11              | 16 novembre 2006      | Spacewatch        |
| (319844) | 2006 WA12              | 16 novembre 2006      | Mt. Lemmon Survey |
| (319845) | 2006 WT16              | 17 novembre 2006      | Spacewatch        |
| (319846) | 2006 WT17              | 17 novembre 2006      | Mt. Lemmon Survey |
| (319847) | 2006 WM18              | 17 novembre 2006      | Mt. Lemmon Survey |
| (319848) | 2006 WO19              | 17 novembre 2006      | Mt. Lemmon Survey |
| (319849) | 2006 WK22              | 17 novembre 2006      | Spacewatch        |
| (319850) | 2006 WB23              | 17 novembre 2006      | Mt. Lemmon Survey |
| (319851) | 2006 WG31              | 16 novembre 2006      | Spacewatch        |
| (319852) | 2006 WP32              | 16 novembre 2006      | Spacewatch        |
| (319853) | 2006 WY33              | 16 novembre 2006      | Spacewatch        |
| (319854) | 2006 WD34              | 16 novembre 2006      | Spacewatch        |
| (319855) | 2006 WE39              | 31 octobre 2006       | Mt. Lemmon Survey |
| (319856) | 2006 WD46              | 16 novembre 2006      | Mt. Lemmon Survey |
| (319857) | 2006 WA47              | 16 novembre 2006      | Spacewatch        |
| (319858) | 2006 WM48              | 16 novembre 2006      | Spacewatch        |
| (319859) | 2006 WF49              | 16 novembre 2006      | Mt. Lemmon Survey |
| (319860) | 2006 WH53              | 16 novembre 2006      | CSS               |
| (319861) | 2006 WJ54              | 16 novembre 2006      | LINEAR            |
| (319862) | 2006 WS54              | 16 novembre 2006      | Spacewatch        |
| (319863) | 2006 WJ56              | 16 novembre 2006      | Spacewatch        |
| (319864) | 2006 WA62              | 17 novembre 2006      | CSS               |
| (319865) | 2006 WC67              | 17 novembre 2006      | Mt. Lemmon Survey |
| (319866) | 2006 WY70              | 18 novembre 2006      | Spacewatch        |
| (319867) | 2006 WE73              | 18 novembre 2006      | Spacewatch        |
| (319868) | 2006 WT73              | 18 novembre 2006      | Spacewatch        |
| (319869) | 2006 WS74              | 3 février 2000        | Spacewatch        |
| (319870) | 2006 WH77              | 18 novembre 2006      | Spacewatch        |
| (319871) | 2006 WZ89              | 18 novembre 2006      | Spacewatch        |
| (319872) | 2006 WW91              | 19 novembre 2006      | Spacewatch        |
| (319873) | 2006 WC101             | 19 novembre 2006      | LINEAR            |
| (319874) | 2006 WF102             | 19 novembre 2006      | CSS               |
| (319875) | 2006 WE106             | 19 novembre 2006      | Spacewatch        |
| (319876) | 2006 WA108             | 19 novembre 2006      | CSS               |
| (319877) | 2006 WD109             | 19 novembre 2006      | Spacewatch        |
| (319878) | 2006 WN111             | 19 novembre 2006      | Spacewatch        |
| (319879) | 2006 WW111             | 19 novembre 2006      | CSS               |
| (319880) | 2006 WV112             | 19 novembre 2006      | Spacewatch        |
| (319881) | 2006 WQ115             | 20 novembre 2006      | CSS               |
| (319882) | 2006 WB123             | 21 novembre 2006      | Mt. Lemmon Survey |
| (319883) | 2006 WC124             | 22 novembre 2006      | Spacewatch        |
| (319884) | 2006 WQ126             | 22 novembre 2006      | CSS               |
| (319885) | 2006 WH129             | 26 novembre 2006      | Yeung, W. K. Y.   |
| (319886) | 2006 WX132             | 18 novembre 2006      | Spacewatch        |
| (319887) | 2006 WO148             | 20 novembre 2006      | Spacewatch        |
| (319888) | 2006 WX156             | 20 octobre 2006       | Mt. Lemmon Survey |
| (319889) | 2006 WE157             | 22 novembre 2006      | CSS               |
| (319890) | 2006 WN157             | 22 novembre 2006      | CSS               |
| (319891) | 2006 WH164             | 23 novembre 2006      | Spacewatch        |
| (319892) | 2006 WK174             | 23 novembre 2006      | Spacewatch        |
| (319893) | 2006 WB176             | 23 novembre 2006      | Spacewatch        |
| (319894) | 2006 WG185             | 23 novembre 2006      | CSS               |
| (319895) | 2006 WJ187             | 27 mars 2004          | Spacewatch        |
| (319896) | 2006 WY188             | 24 novembre 2006      | Mt. Lemmon Survey |
| (319897) | 2006 WZ192             | 27 novembre 2006      | Spacewatch        |
| (319898) | 2006 WL193             | 27 novembre 2006      | Spacewatch        |
| (319899) | 2006 WR201             | 22 novembre 2006      | Mt. Lemmon Survey |
| (319900) | 2006 WB202             | 23 novembre 2006      | Mt. Lemmon Survey |

### 319901-320000
| Nom      | Désignation provisoire | Date de la découverte | Découvreur        |
| -------- | ---------------------- | --------------------- | ----------------- |
| (319901) | 2006 WW203             | 27 novembre 2006      | Mt. Lemmon Survey |
| (319902) | 2006 WE204             | 21 novembre 2006      | Mt. Lemmon Survey |
| (319903) | 2006 WK205             | 20 novembre 2006      | Spacewatch        |
| (319904) | 2006 XC4               | 14 décembre 2006      | Endate, K.        |
| (319905) | 2006 XR6               | 9 décembre 2006       | NEAT              |
| (319906) | 2006 XN8               | 9 décembre 2006       | NEAT              |
| (319907) | 2006 XP15              | 10 décembre 2006      | Yeung, W. K. Y.   |
| (319908) | 2006 XC23              | 12 décembre 2006      | Spacewatch        |
| (319909) | 2006 XE31              | 15 décembre 2006      | BATTeRS           |
| (319910) | 2006 XM31              | 15 décembre 2006      | Bickel, W.        |
| (319911) | 2006 XG34              | 11 décembre 2006      | Spacewatch        |
| (319912) | 2006 XD38              | 11 décembre 2006      | Spacewatch        |
| (319913) | 2006 XL38              | 23 octobre 2006       | Mt. Lemmon Survey |
| (319914) | 2006 XN46              | 13 décembre 2006      | LINEAR            |
| (319915) | 2006 XF49              | 13 décembre 2006      | Mt. Lemmon Survey |
| (319916) | 2006 XC58              | 14 décembre 2006      | Spacewatch        |
| (319917) | 2006 XZ64              | 12 décembre 2006      | NEAT              |
| (319918) | 2006 XL69              | 13 décembre 2006      | Spacewatch        |
| (319919) | 2006 XP69              | 15 décembre 2006      | Spacewatch        |
| (319920) | 2006 XS71              | 1er décembre 2006     | Spacewatch        |
| (319921) | 2006 XO73              | 23 septembre 2005     | Spacewatch        |
| (319922) | 2006 YV11              | 18 décembre 2006      | Nyukasa           |
| (319923) | 2006 YE17              | 21 décembre 2006      | Mt. Lemmon Survey |
| (319924) | 2006 YR17              | 21 décembre 2006      | Mt. Lemmon Survey |
| (319925) | 2006 YZ19              | 27 décembre 2006      | Sarneczky, K.     |
| (319926) | 2006 YH20              | 21 décembre 2006      | Spacewatch        |
| (319927) | 2006 YX22              | 31 août 2005          | Spacewatch        |
| (319928) | 2006 YB26              | 21 décembre 2006      | Spacewatch        |
| (319929) | 2006 YF26              | 21 décembre 2006      | Spacewatch        |
| (319930) | 2006 YH35              | 21 décembre 2006      | Spacewatch        |
| (319931) | 2006 YD38              | 21 décembre 2006      | Spacewatch        |
| (319932) | 2006 YL41              | 22 décembre 2006      | LINEAR            |
| (319933) | 2006 YQ42              | 23 décembre 2006      | CSS               |
| (319934) | 2006 YS45              | 21 décembre 2006      | Mt. Lemmon Survey |
| (319935) | 2006 YS48              | 24 décembre 2006      | Spacewatch        |
| (319936) | 2006 YE50              | 21 décembre 2006      | Buie, M. W.       |
| (319937) | 2006 YB53              | 20 décembre 2006      | Mt. Lemmon Survey |
| (319938) | 2006 YD53              | 21 décembre 2006      | CSS               |
| (319939) | 2007 AR2               | 8 janvier 2007        | Mt. Lemmon Survey |
| (319940) | 2007 AQ15              | 10 janvier 2007       | Mt. Lemmon Survey |
| (319941) | 2007 BP8               | 16 janvier 2007       | CSS               |
| (319942) | 2007 BM9               | 17 janvier 2007       | NEAT              |
| (319943) | 2007 BE11              | 17 janvier 2007       | Spacewatch        |
| (319944) | 2007 BR16              | 17 janvier 2007       | NEAT              |
| (319945) | 2007 BE17              | 17 janvier 2007       | Spacewatch        |
| (319946) | 2007 BG20              | 23 janvier 2007       | LINEAR            |
| (319947) | 2007 BU26              | 26 août 2005          | NEAT              |
| (319948) | 2007 BZ27              | 24 janvier 2007       | Mt. Lemmon Survey |
| (319949) | 2007 BC28              | 24 janvier 2007       | Mt. Lemmon Survey |
| (319950) | 2007 BJ32              | 24 janvier 2007       | Mt. Lemmon Survey |
| (319951) | 2007 BE34              | 24 janvier 2007       | Mt. Lemmon Survey |
| (319952) | 2007 BN36              | 2 novembre 2005       | Mt. Lemmon Survey |
| (319953) | 2007 BY37              | 24 janvier 2007       | Mt. Lemmon Survey |
| (319954) | 2007 BW39              | 24 janvier 2007       | Mt. Lemmon Survey |
| (319955) | 2007 BG47              | 26 janvier 2007       | Spacewatch        |
| (319956) | 2007 BM57              | 24 janvier 2007       | CSS               |
| (319957) | 2007 BL64              | 27 janvier 2007       | Mt. Lemmon Survey |
| (319958) | 2007 BD65              | 27 janvier 2007       | Mt. Lemmon Survey |
| (319959) | 2007 BO70              | 27 janvier 2007       | Mt. Lemmon Survey |
| (319960) | 2007 BB74              | 27 janvier 2007       | Mt. Lemmon Survey |
| (319961) | 2007 BX74              | 27 janvier 2007       | Spacewatch        |
| (319962) | 2007 BP75              | 17 janvier 2007       | Spacewatch        |
| (319963) | 2007 BT76              | 8 janvier 2007        | Mt. Lemmon Survey |
| (319964) | 2007 BH78              | 24 janvier 2007       | CSS               |
| (319965) | 2007 BC99              | 12 octobre 2005       | Spacewatch        |
| (319966) | 2007 BT99              | 16 janvier 2007       | CSS               |
| (319967) | 2007 BP100             | 24 janvier 2007       | Mt. Lemmon Survey |
| (319968) | 2007 BC102             | 17 janvier 2007       | CSS               |
| (319969) | 2007 CX2               | 6 février 2007        | Spacewatch        |
| (319970) | 2007 CK3               | 6 février 2007        | Spacewatch        |
| (319971) | 2007 CU6               | 24 décembre 2006      | Spacewatch        |
| (319972) | 2007 CC9               | 6 février 2007        | Spacewatch        |
| (319973) | 2007 CQ15              | 6 février 2007        | Mt. Lemmon Survey |
| (319974) | 2007 CB17              | 8 février 2007        | Spacewatch        |
| (319975) | 2007 CB18              | 8 février 2007        | Mt. Lemmon Survey |
| (319976) | 2007 CA28              | 6 février 2007        | Spacewatch        |
| (319977) | 2007 CP28              | 6 février 2007        | Mt. Lemmon Survey |
| (319978) | 2007 CH29              | 6 février 2007        | Mt. Lemmon Survey |
| (319979) | 2007 CV30              | 6 février 2007        | Mt. Lemmon Survey |
| (319980) | 2007 CX30              | 6 février 2007        | Mt. Lemmon Survey |
| (319981) | 2007 CW39              | 6 février 2007        | Mt. Lemmon Survey |
| (319982) | 2007 CN50              | 8 février 2007        | NEAT              |
| (319983) | 2007 CL54              | 6 février 2007        | Spacewatch        |
| (319984) | 2007 CB59              | 10 février 2007       | CSS               |
| (319985) | 2007 CU60              | 10 février 2007       | CSS               |
| (319986) | 2007 CW62              | 15 février 2007       | CSS               |
| (319987) | 2007 CY79              | 9 février 2007        | Spacewatch        |
| (319988) | 2007 DK                | 17 février 2007       | CSS               |
| (319989) | 2007 DW1               | 22 octobre 2006       | Mt. Lemmon Survey |
| (319990) | 2007 DO2               | 16 février 2007       | CSS               |
| (319991) | 2007 DY7               | 17 février 2007       | Spacewatch        |
| (319992) | 2007 DY9               | 17 février 2007       | Spacewatch        |
| (319993) | 2007 DD17              | 17 février 2007       | Spacewatch        |
| (319994) | 2007 DO21              | 17 février 2007       | Spacewatch        |
| (319995) | 2007 DS21              | 17 février 2007       | Spacewatch        |
| (319996) | 2007 DP24              | 17 février 2007       | Spacewatch        |
| (319997) | 2007 DE27              | 17 février 2007       | Spacewatch        |
| (319998) | 2007 DH27              | 17 février 2007       | Spacewatch        |
| (319999) | 2007 DM27              | 17 février 2007       | Spacewatch        |
| (320000) | 2007 DQ27              | 17 février 2007       | Spacewatch        |

## Sources
- (en) Base de données du Centre des planètes mineures